# タイーザ・メネセス
タイーザ・メネセス（Thaísa Daher de Menezes Pallesi, 1987年5月15日 - ）は、ブラジルの女子バレーボール選手。ブラジル代表。

## 来歴
リオデジャネイロ出身。

### クラブチーム
14歳の時にTTijuca Tennis Clubに入団しバレーボールを始める。2005年にレクソーナ・アデスに入団し、2005-06、06-07、07-08年にリーグ優勝をした。2008年、オザスコに移籍し、2009/10、2011/12シーズンのスーパーリーガで優勝、2008/09、2010/11、2012/13、2014/15シーズンのスーパーリーガで準優勝した。また、2012年の世界クラブ選手権にて金メダルを獲得した。2016年、トルコリーグのエジザージュバシュへ移籍し、リーグに出場していたが足関節の故障によりその後は回復までにコートを離れた。2018/19シーズンにBarueri Volleyball Clubで復帰した。2019年、Gerdau/Minasへ移籍し2020/21、2021/22シーズンのスーパーリーガで2連覇を果たした。2020/21シーズンのスーパーリーガではMVP、ベストミドルブロッカー賞を受賞した。2022年の南米クラブ選手権で金メダルを獲得した。

### 代表チーム
2005年にアンダーカテゴリーのブラジルジュニア代表に選ばれて、同年世界ジュニア選手権に出場し優勝した。2006年、シニアのブラジル代表に選ばれて、パンアメリカン選手権に出場し優勝したが、同年世界選手権の代表からは外れた。2007年、ワールドカップに出場し銀メダルを獲得した。2008年北京五輪に出場し、金メダルを獲得した。2009年からブラジル代表ミドルブロッカーのレギュラーとして活躍、グラチャン、2010年の世界選手権では銀メダルを獲得、2011年のワールドグランプリでベストサーバー賞を獲得した。2012年のロンドンオリンピックでも、金メダルを獲得しチーム2連覇に導いた。2013年のワールドグランプリファイナルにて完全優勝を果たし自身も大会MVPとミドルブロッカー賞に輝いた。2014年にイタリアで開催された世界選手権で銅メダルを獲得し、自身もベストミドルブロッカー賞を受賞した。2016年にタイで開催されたワールドグランプリでは2大会ぶりの優勝に貢献し、ベストミドルブロッカー部門2位となった。2018年、ブラジル代表に復帰し世界選手権に出場するがチームは7位に終わった。2023年、5年ぶりに再び代表復帰するとパリ五輪予選PoolA 2位となりパリ五輪出場権に貢献した。

## 球歴
- オリンピック - 2008年、2012年、2016年、2024年
- 世界選手権 - 2010年、2014年、2018年
- ワールドカップ -2007年、 2011年
- グラチャン - 2009年
- ワールドグランプリ - 2007年、2008年、2009年、2010年、2011年、2012年、2013年、2014年、2016年

## 受賞歴
- 2010年 世界クラブ選手権　ベストスパイカー賞
- 2011年 パンアメリカンカップ　ベストブロッカー賞
- 2011年 ワールドグランプリ　ベストサーバー賞
- 2012年 ロンドン五輪南米予選 ベストブロッカー賞
- 2012年 ワールドグランプリ　ベストブロッカー賞
- 2012年 世界クラブ選手権　ベストスパイカー賞
- 2013年 ワールドグランプリ　MVP,ベストミドルブロッカー賞
- 2014年　2013/14ブラジルスーパーリーガ　ベストブロッカー賞
- 2014年 世界クラブ選手権　ベストミドルブロッカー賞
- 2014年 世界選手権 ベストミドルブロッカー賞
- 2016年 ワールドグランプリ ベストミドルブロッカー賞
- 2021年 2020/21ブラジルスーパーリーガ　MVP、ベストミドルブロッカー賞
- 2022年 2021/22ブラジルスーパーリーガ　ベストミドルブロッカー賞
- 2023年 2022/23ブラジルスーパーリーガ　ベストミドルブロッカー賞
- 2023年 南米選手権　ベストミドルブロッカー賞

## 所属クラブ
- Minas Tênis Clube（2002-2005年）
- レクソーナ・アデス（2005-2008年）
- オザスコ（2008-2016年）
- エジザージュバシュ（2016-2017年）
- Barueri Volleyball Club（2018-2019年）
- Gerdau/Minas（2019-）